# Konstantínos Tzaváras
Konstantínos « Kóstas » Tzaváras (en grec moderne : Κωνσταντίνος «Κώστας» Τζαβάρας), né le 15 août 1955 à Pyrgos en Grèce, est un homme politique grec.

## Biographie
Aux élections législatives grecques de janvier 2015, il est élu député au Parlement grec sur la liste de la Nouvelle Démocratie dans la circonscription de l'Élide.